# Протопопов, Анатолий Сергеевич
Анатолий Сергеевич Протопопов (27 июля 1922, Кокчетавский уезд, Акмолинская губерния, КазАССР — 2018) — общественный деятель, доктор исторических наук, заслуженный профессор Российского университета дружбы народов.

## Биография
Участник Великой Отечественной войны. 22 июня 1941 г. Протопопов в звании старшего сержанта встретил под Псковом, и уже 26 июня полк начал боевые действия. Участвовал в боях на Северо-Западном направлении под Ленинградом и в августе был контужен.
В 1950 окончил Московский государственный институт международных отношений. Работал в Советском Информационном Агентстве (ТАСС).
В 1951—1954 гг. обучался в аспирантуре Академии общественных наук. В 1954 защитил диссертацию на соискание учёной степени кандидата исторических наук, работал в редакции журнала «Международная жизнь». В 1964 защитил докторскую диссертацию по теме «Внешняя политика Италии».
Являлся заведующим сектора истории внешней политики СССР (1968—1980). В 1971 году утверждён в звании профессора.
Участвовал в организации выставки в США XIII международного конгресса исторических наук в Москве и других научных мероприятий.
Работал в РУДН профессором кафедры теории и истории международных отношений с 1997.

## Научная деятельность
Автор следующих научных работ:
- Советский Союз в Организации Объединенных наций. Из истории борьбы СССР в ООН за мир и независимость народов". — М.: Госполитиздат, 1961.
- СССР, Лига наций и ООН. — М.: Мысль, 1968.
- Советский Союз и Суэцкий кризис 1956 г. (Из истории борьбы СССР, проблема империалистической агрессии). — М.: Наука, 1969.
- КПСС в борьбе за мир и международную безопасность. — М.: Знание, 1971.
- История Советского общества (внешнеполитические разделы). На английском, французском, испанском, японском, арабском и др. языках. Всего на 11-ти языках. — М.:
- Прогресс, 1970—80-е. Совместно с Ю. А. Поляковым, И. В. Лельчуком.
- СССР и международный рабочий класс в борьбе за мир. — М.: Мысль, 1973.
- Энциклопедия юного историка. — М.: Педагогика, 1993—97. Совместно с другими.
- Россия, Средиземноморье, Южная Европа (Раздел: Средиземное море, Россия и Италия). — М., 1995.
- The Study of National History in the USSR. — 1959. Совместно с Ю. А. Бромлеем.
- The Study of World History in the Soviet Union. — М., 1959. Совместно c другими.
- L’Etude de l’Histoire Universelle en URSS. — 1961. Совместно с другими.
- Государственный строй Италии. — М.: Госюриздат, 1960. Совместно с Л. Э. Резниковым.
- Внешняя политика Италии после второй мировой войны. — М.: Соцэкгиз, 1963. [14] Изучение истории советского общества в 1980-е гг. (Литература по истории внешней
- политики). — М., 1985.
- Проблемы разоружения, 1960—1980 гг. (Рукопись 20 а.л., утверждена к печати Ученым советом Института истории России). [16] Протопопов А. С., Козьменко В. М., Елманова Н. С. История международных отношений и внешней политики России. 1648—2005. — М.: Аспект-пресс, 2006.
- Протопопов А. С. Ученый, педагог, общественный деятель. — М.: РУДН, 2007